# Wolf Schwan
Wolfgang Schwan (* 1913; † ?) war ein deutscher Kameramann.
Bekanntheit erlangte er vor allem durch die Märchenfilm-Produktionen bei Schongerfilm. Später war er auch für Industriefilme beschäftigt und realisierte selbst Dokumentarfilme, so 1972 Aus der Arbeit eines Imkers.

## Filmografie (Auswahl)
- 1950: Das Blümlein Wunderhold
- 1953: Zwerg Nase
- 1953: Brüderchen und Schwesterchen
- 1953: Die goldene Gans
- 1954: Hänsel und Gretel
- 1954: Rotkäppchen
- 1955: Schneeweißchen und Rosenrot
- 1955: Schneewittchen
- 1956: Die Heinzelmännchen
- 1956: Tischlein deck dich